# (5433) Kairen
(5433) Kairen (1988 VZ2) – planetoida z pasa głównego asteroid okrążająca Słońce w ciągu 4,06 lat w średniej odległości 2,54 j.a. Odkryta 10 listopada 1988 roku.